# Scopula defecta
Scopula defecta är en fjärilsart som beskrevs av Louis Beethoven Prout 1933. Scopula defecta ingår i släktet Scopula och familjen mätare. Inga underarter finns listade.